# Jean-Philbert Nsengimana
Pour les articles homonymes, voir Nsengimana.
 (avril 2024).
La mise en forme du texte ne suit pas les recommandations de Wikipédia : il faut le « wikifier ».
Les points d'amélioration suivants sont les cas les plus fréquents. Le détail des points à revoir est peut-être précisé sur la page de discussion.
- Les titres sont pré-formatés par le logiciel. Ils ne sont ni en capitales, ni en gras.
- Le texte ne doit pas être écrit en capitales (les noms de famille non plus), ni en gras, ni en italique, ni en « petit »…
- Le gras n'est utilisé que pour surligner le titre de l'article dans l'introduction, une seule fois.
- L'italique est rarement utilisé : mots en langue étrangère, titres d'œuvres, noms de bateaux, etc.
- Les citations ne sont pas en italique mais en corps de texte normal. Elles sont entourées par des guillemets français : « et ».
- Les listes à puces sont à éviter, des paragraphes rédigés étant largement préférés. Les tableaux sont à réserver à la présentation de données structurées (résultats, etc.).
- Les appels de note de bas de page (petits chiffres en exposant, introduits par l'outil «  Source ») sont à placer entre la fin de phrase et le point final[comme ça].
- Les liens internes (vers d'autres articles de Wikipédia) sont à choisir avec parcimonie. Créez des liens vers des articles approfondissant le sujet. Les termes génériques sans rapport avec le sujet sont à éviter, ainsi que les répétitions de liens vers un même terme.
- Les liens externes sont à placer uniquement dans une section « Liens externes », à la fin de l'article. Ces liens sont à choisir avec parcimonie suivant les règles définies. Si un lien sert de source à l'article, son insertion dans le texte est à faire par les notes de bas de page.
- La présentation des références doit suivre les conventions bibliographiques. Il est recommandé d'utiliser les modèles {{Ouvrage}}, {{Chapitre}}, {{Article}}, {{Lien web}} et/ou {{Bibliographie}}. Le mode d'édition visuel peut mettre en forme automatiquement les références.
- Insérer une infobox (cadre d'informations à droite) n'est pas obligatoire pour parachever la mise en page.

Pour une aide détaillée, merci de consulter Aide:Wikification.
Si vous pensez que ces points ont été résolus, vous pouvez retirer ce bandeau et améliorer la mise en forme d'un autre article.
Jean-Philbert Nsengimana est un ingénieur logiciel et homme politique rwandais, qui est ministre des Technologies de l'information et des communications (TIC) depuis le 31 août 2017. Juste avant son mandat actuel, décembre 2011 au 31 août 2017, il a été ministre de la Jeunesse et des TIC. Il a conservé cette mission lors des différents remaniements ministériels.

## Contexte et éducation
Nsengimana est titulaire d'une maîtrise en technologies de l'information et de la communication, avec spécialisation en génie logiciel, décernée par l'Université nationale du Rwanda. Son maîtrise en administration des affaires, avec spécialisation en gestion des technologies de l'information, à l'université SP Jain School of Global Management. Il a ensuite obtenu une maîtrise en administration publique de la Harvard Kennedy School.

## Carrière
De 2003 à 2007, Il a été un directeur de Rwanda Development Gateway . Il a également été un coordinateur régional pour l'Afrique à la Development Gateway Foundation , entre 2006 et 2008. Il a ensuite travaillé comme directeur national de Voxiva Inc de 2008 à 2010.
Au cours des six années passées à la tête du ministère combiné de la Jeunesse et des TIC, Nsengimana a fortement plaidé en faveur du rôle que les technologies de l'information peuvent jouer dans la résolution de nombreux défis de développement auxquels sont confrontés les jeunes Africains et les gouvernements africains,.
En décembre 2011, le gouvernement du Rwanda a combiné le ministère de la Jeunesse avec le ministère des TIC, Mr Nsengimana a été nommé à la tête du dossier. En août 2017, le rôle de la Jeunesse et des TIC a été scindé; Nsengimana est resté ministre des TIC, tandis que le nouveau rôle de ministre de la Jeunesse a été attribué par Rosemary Mbabazi.

## Famille
Jean-Philbert Nsengimana est marié et père de trois enfants.

## Voir également
- Cabinet du Rwanda

### Traduction
- (en) Cet article est partiellement ou en totalité issu de l’article de Wikipédia en anglais intitulé « Jean-Philbert Nsengimana » (voir la liste des auteurs).